# Mantilly
Mantilly é uma comuna francesa na região administrativa da Normandia, no departamento Orne. Estende-se por uma área de 29,12 km². Em 2010 a comuna tinha 536 habitantes (densidade: 18,4 hab./km²).